# Viktar Puseŭ
Viktar Ivanavitj Puseŭ (belarusiska: Віктар Іванавіч Пусеў, ryska: Виктор Иванович Пусев: Viktor Ivanovitj Pusev), född den 28 mars 1966 i Gomel i Vitryska SSR i Sovjetunionen (nu Homel i Belarus), är en belarusisk kanotist som tävlade för Sovjetunionen.
Han tog bland annat VM-guld i K-1 200 meter i samband med sprintvärldsmästerskapen i kanotsport 1989 i Plovdiv.